# Setibor
Setibor foi uma rainha no Antigo Egito, do final da V dinastia egípcia. Provavelmente foi esposa do rei Tanquerés.
Ela possuía vários títulos, entre eles "Amiga de Hórus", Aquela que vê Hórus e Sete", "A grande do cetro hetes", "A grande que louva" e "esposa do rei, sua amada".

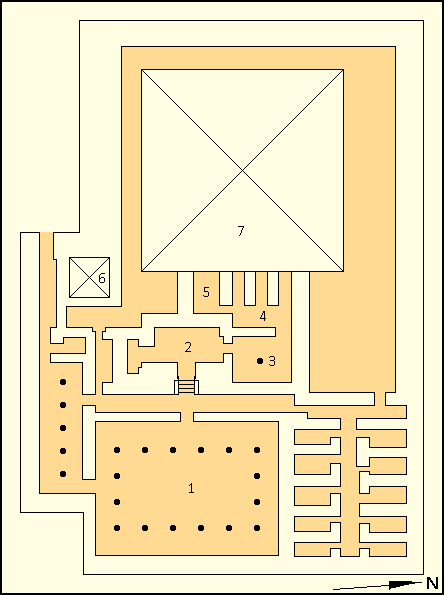
Complexo de Setibor: 1) Pátio com colunas; 2) Capela de cinco nichos; 3) antecâmara quadrada; 4) Depósitos; 5) Salão de oferendas; 6) Pirâmide de culto; 7) Pirâmide principal

Sua pirâmide é conhecida há muito tempo, onde jaz próxima à do rei em Sacará, conhecida por seu tamanho incomum, sendo a maior tumba para uma rainha do Império Antigo. Porém, seu nome e seus títulos foram encontrados em uma coluna escavada apenas em 2019. A pirâmide incorpora elementos que antes eram usados apenas nos complexos mortuários do rei o que talvez indique sua elevada posição social na corte do marido.
O arqueólogo egípcio Ahmed Fakhry (1905–1973) escavou o templo mortuário na década de 1950, mas nunca publicou o relatório da escavação. O egiptólogo norte-americano Klaus Baer (1930–1987), que auxiliou Fakhry na escavação, notou que as cenas foram "secundariamente alteradas" com textos acima da cabeça da rainha apagados e substituídos por "abutres e outras insígnias reais". Também escreveu que o templo tinha sido bastante destruído.
A egiptóloga americana contemporânea, Ann Macy Roth, sugeriu que a insígnia real e a violência usada em seu monumento indicam que ela pode ter governado como um rei, semelhante à maneira como os monumentos de Hatexepsute foram desfigurados após sua morte. Pesquisas mais recentes após uma escavação mais completa do monumento são mais cautelosas, mas ainda apontam para o alto status da rainha. A decoração do templo de sua pirâmide mostra muitas características apenas atestadas a rainhas posteriores.